# 하루 3컷
《하루 3컷》은 배진수가 네이버 웹툰에서 연재했던 웹툰이다. 3컷으로 구성되어 있으며, 네이버 웹툰에서 유일하게 매일 연재했다.